# Jagatjit Cotton and Textile Mills Football Club
Maillots
Dernière mise à jour : 27 août 2011.
Le Jagatjit Cotton & Textile Mills Football Club (en pendjabi : ਜਗਤਜੀਤ ਕਪਾਹ ਅਤੇ ਟੈਕਸਟਾਈਲ ਮਿੱਲ ਫੁੱਟਬਾਲ ਕਲੱਬ et en hindi : जगतजीत कॉटन एंड टेक्सटाइल मिल्स फुटबॉल क्लब), plus couramment abrégé en JCT Mills, est un ancien club indien de football fondé en 1971 et disparu en 2011, et basé dans la ville de Hoshiarpur, dans l'état du Pendjab.

## Palmarès
| Compétitions nationales |
| --- |
| - Championnat d'Inde (1) : - Champion : 1996-97. - Vice-champion : 2006-07. - Coupe d'Inde (2) : - Vainqueur : 1995 et 1996. |

## Personnalités du club

### Présidents du club
- Samir Thapar

### Entraîneurs du club
- Juanjo Royán
- Parminder Singh

### Anciens joueurs du club
- Baichung Bhutia
- Sunil Chhetri
- Inder Singh